# Antonio Maffei da Volterra
Antonio Maffei da Volterra (Volterra, 1450 - Florence, 13 mei 1478) was een Italiaans priester die betrokken was bij de Pazzi-samenzwering. Op 26 april 1478 kreeg Maffei samen met Stefano da Bagnone de opdracht om Lorenzo de' Medici te vermoorden tijdens de Heilige Mis bij Santa Maria del Fiore. Lorenzo raakte echter slechts gewond. Maffei werd op 3 mei gevangengenomen. Nadat hij eerst door de menigte was gelyncht, werd zijn lijk samen met dat van Da Bagnone opgehangen op de Piazza della Signoria.

## Trivia
- Maffei komt in het computerspel Assassin's Creed II voor als slechterik. In het spel wordt Maffei vermoord door Ezio Auditore da Firenze, de speler.